# ヒッティン・ザ・ノート
『ヒッティン・ザ・ノート』（Hittin' the Note）は、アメリカ合衆国のロック・バンド、オールマン・ブラザーズ・バンドが2003年に発表したスタジオ・アルバム。バンド自身が運営する「ピーチ・レコード」の提携先であるサンクチュアリ・レコードから発売された。

## 背景
オテイル・バーブリッジ（1997年にアレン・ウッディの後任として加入）とデレク・トラックス（1999年にジャック・ピアソンの後任として加入）を含む編成による唯一のスタジオ・アルバムで、1997年に一度バンドを脱退したウォーレン・ヘイズも復帰している。本作をウォーレン・ヘインズと共同プロデュースしたマイケル・バービエロは、以前にもヘインズが結成したバンド、ガヴァメント・ミュールの作品を手掛けたことがある。
「ウーマン・アクロス・ザ・リヴァー」はフレディ・キングのカヴァー、「ハート・オブ・ストーン」はローリング・ストーンズのカヴァーで、「ロッキン・ホース」はヘインズがガヴァメント・ミュールのデビュー・アルバムで発表した曲の再録音である。

## 反響・評価
アメリカのBillboard 200では37位に達し、『リーチ・フォー・ザ・スカイ』（1980年）以来23年ぶりの全米トップ40アルバムとなった。また、「ファイアリング・ザ・ライン」は『ビルボード』のメインストリーム・ロック・チャートで37位を記録した。ドイツでは2003年5月11日付のアルバム・チャートで55位となった。
Thom Jurekはオールミュージックにおいて5点満点中4.5点を付け「20年以上前の『ブラザーズ&シスターズ』以降ではバンド最高のスタジオ録音作品」と評している。

## 収録曲
1. ファイアリング・ザ・ライン "Firing Line" (Gregg Allman, Warren Haynes) – 5:17
2. ハイ・コスト・オブ・ロー・リヴィング "High Cost of Low Living" (G. Allman, W. Haynes, Jeff Anders, Ronnie Burgin) – 7:52
3. デスデモーナ "Desdemona" (G. Allman, W. Haynes) – 9:20
4. ウーマン・アクロス・ザ・リヴァー "Woman Across the River" (Bettye Crutcher, Allen Jones) – 5:51
5. オールド・ビフォア・マイ・タイム "Old Before My Time" (G. Allman, W. Haynes) – 5:23
6. フー・トゥ・ビリーヴ "Who to Believe" (W. Haynes, John Jaworowicz) – 5:38
7. メイデル "Maydell" (W. Haynes, Johnny Neel) – 4:35
8. ロッキン・ホース "Rockin' Horse" (G. Allman, W. Haynes, Allen Woody, Jack Pearson) – 7:23
9. ハート・オブ・ストーン "Heart of Stone" (Mick Jagger, Keith Richards) – 5:07
10. インストゥルメンタル・イルネス "Instrumental Illness" (W. Haynes, Oteil Burbridge) – 12:17
11. オールド・フレンド "Old Friend" (W. Haynes, Chris Anderson) – 6:12

## 参加ミュージシャン
- グレッグ・オールマン - ボーカル、ハモンドオルガン、ピアノ、クラビネット
- ウォーレン・ヘインズ - ボーカル、ギター（左チャンネル）
- デレク・トラックス - ギター（右チャンネル）
- オテイル・バーブリッジ - ベース
- ジェイ・ジョハンソン - ドラムス
- ブッチ・トラックス - ドラムス
- マーク・キニョーネス - コンガ、パーカッション